# Union Européenne de Gymnastique
Die Union Européenne de Gymnastique (UEG) ist die Europäische Turnunion mit Sitz in Lausanne. Sie ist einer der vier kontinentalen Turnverbände, die der Fédération Internationale de Gymnastique (FIG) angehören.

## Geschichte
Die ersten Europameisterschaften im Gerätturnen wurden 1955 von der Fédération Internationale de Gymnastique (FIG) organisiert, da es keinen Europäischen Turnverband gab. Erste Diskussionen zur Gründung eines solchen kamen 1977 während eines Kongresses der FIG in Rom auf. Es dauerte jedoch noch fünf Jahre, ehe am 27. und 28. März 1982 in Luxemburg die konstituierende Sitzung der Union Européenne de Gymnastique stattfand. Gründungsmitglieder waren die Turnverbände aus Belgien, Dänemark, Spanien, Frankreich, Großbritannien, den Niederlanden, Italien, Luxemburg, Norwegen, Portugal, der Bundesrepublik Deutschland, San Marino, Schweden, der Schweiz und der Türkei.
1984 organisierte die UEG in Zusammenarbeit mit der FIG die Junioreneuropameisterschaften im Gerätturnen. Der erste von der UEG in Eigenregie veranstaltete Wettbewerb waren die Junioreneuropameisterschaften 1986 im Gerätturnen in Karlsruhe. Wettbewerbe in der Rhythmischen Sportgymnastik und in weiteren turnerischen Disziplinen kamen später hinzu. Außerdem organisiert die UEG regelmäßig Trainingscamps für Junioren.

## Mitgliedsverbände
Der UEG gehören 48 nationale Verbände aus Europa an. Deutschland wird durch den Deutschen Turner-Bund vertreten, Österreich durch den Österreichischen Turnerbund, die Schweiz durch den Schweizerischen Turnverband und Liechtenstein durch den Liechtensteiner Turn- und Leichtathletikverband.

## Disziplinen
In der UEG sind sieben verschiedene Wettkampf-Turnsportarten zusammengefasst:
- Gerätturnen Männer
- Gerätturnen Frauen
- Rhythmische Gymnastik
- Trampolinturnen
- Aerobicturnen
- Sportakrobatik
- TeamGym

Darüber hinaus wird das folgende organisiert: 
- Allgemeines Turnen
- Golden Age Gym Festival
- Eurogym Festival

## Wettbewerbe
Von der UEG werden folgende internationale Wettbewerbe organisiert:
- Turn-Europameisterschaften (Gerätturnen)
- Trampolin-Europameisterschaften
- Rhythmische-Sportgymnastik-Europameisterschaften